# Vi möts igen, min vän
Vi möts igen, min vän (engelsk originaltitel: The Shore) är en nordirländsk kortfilm i regi av Terry George. Filmen blev belönad med en Oscar för Bästa kortfilm vid Oscarsgalan 2012.

## Rollista
| Anthony Brophy | – Hughie   |
| Conleth Hill   | – Paddy    |
| Packy Lee      | – Jackie   |
| Aidan McAteer  | – Tommy    |
| Maggie Cronin  | – Mary     |
| Ciarán Hinds   | – Joe      |
| Kerry Condon   | – Patricia |